# Feriengewitter
Feriengewitter ist ein deutscher Kinderfilm von Karola Hattop aus dem Jahr 1989.

## Handlung
Der 13-jährige Dani Wunderlich lebt mit seinen Eltern in Berlin – ohne zu ahnen, dass diese sich inzwischen auseinandergelebt, neue Partner gefunden haben und kurz vor der Scheidung stehen. Allerdings bringen Rosi und Peter Wunderlich es nicht übers Herz, dies ihrem Sohn zu Beginn der großen Sommerferien zu sagen. Stattdessen gehen sie, angesichts eines fehlenden Urlaubsplatzes und auf Danis Wunsch hin, auf Abenteuerurlaub, in dem sie aufs Geratewohl losfahren. So gelangt die Familie schließlich in ein kleines Dorf im Fläming, wo die Wunderlichs bei der gutmütigen Frau Herzog eine befristete Ferienunterkunft beziehen.
Schon kurz nach der Ankunft im Ort trifft Dani die burschikose wie kesse Lucie Müller, welche als Markenzeichen nahezu ständig einen dunklen Schlapphut trägt. Zunächst sind sich der Stadtjunge und das Landmädchen nebst ihrer Brüder spinnefeind, doch nachdem Dani eine Mutprobe bestanden hat, freundet er sich mit ihnen an – und ganz besonders mit Lucie.
Diese erzählt ihm auch eine Geschichte des benachbarten Försterhauses, in welchem der alte Förster – gleichzeitig der Bruder von Frau Herzog – angeblich die Mumie seiner Frau aufbewahren soll. Dadurch neugierig gemacht betreten Dani und Lucie nachts das Haus und finden tatsächlich einen mumienähnlichen verpackten Gegenstand.
Kurz darauf versuchen sie mittels eines Tricks das Försterhaus am Tage aufzusuchen. Dabei treffen sie auch den Förster, welcher sich allerdings als kauziger, aber gutmütiger Mitmensch und Hobbyimker herausstellt. Unglücklicherweise war er zuvor unfreiwilliger Ohrenzeuge einer Unterhaltung der Wunderlichs geworden, die bei einem Spaziergang über die Scheidung sprachen. Als er dies dem ahnungslosen Dani gegenüber beiläufig erwähnt, ist dieser zunächst bestürzt und schließlich am Boden zerstört, als ihm Vater und Mutter seinen Verdacht bestätigen.
Er will zunächst nichts weiter von ihnen sehen oder hören und so kommt das Angebot Frau Herzogs, Dani könne die restlichen Ferien hierbleiben und die Eltern zurück in die Stadt zu ihren Arbeitsplätzen, gerade recht. Dani verbringt so noch einige schöne Tage mit Lucie und ihrer Familie sowie dem alten Förster, mit dem er sich anfreundet und der ihm auch das Geheimnis der vermeintlichen Mumie anvertraut: es ist eine Statue seiner verstorbenen Frau, welche ihn einst für seinen besten Freund, welcher die Skulptur auch damals anfertigte, verlassen hat. Parallel quält Dani die bange Frage, bei wem er zukünftig leben soll. Ein von Lucie arrangierter heimlicher Kurztrip zu den Eltern nach Berlin offenbart Dani nur, wer die neue Freundin seines Vaters ist.
Als die Ferien fast vorbei sind, offeriert Lucie, dass Dani gern bei ihr und ihrer Familie leben könnte, was dieser aber letzten Endes höflich und dankend ablehnt – denn er möchte nicht einer von Lucies Brüdern sein, sondern lieber ihr Freund. Stattdessen beschließt Dani fortan bei dem ebenso einsamen Förster zu wohnen – und will zu diesem Zweck einen Schwarm wilder Bienen, welcher sich nahe dem Baumhaus der Müller-Kinder niedergelassen hat, mit Lucies Hut einfangen und als Willkommensgeschenk überreichen. Dabei bricht aber ein Ast ab und Dani verletzt sich beim Sturz in die Tiefe.
Der daraus resultierende Krankenhaus-Aufenthalt bringt schließlich beide Elternteile an Danis Bett wieder zusammen, wo sie ihm eröffnen, dass sie die Scheidung auf Eis gelegt haben und es ihrer wiedergefundenen Liebe und Ehe wegen noch einmal miteinander versuchen wollen. Zudem wacht Lucie nahezu ständig an seinem Bett, da Dani ihr inzwischen sehr viel bedeutet.

## Trivia
- Der Film wurde in Berlin sowie an Orten im heutigen Landkreis Potsdam-Mittelmark gedreht, unter anderem am Bahnhof der Ortschaft Lütte an der Städtebahn.
- Als Peter Wunderlichs zwischenzeitliche Freundin Susanne ist die damals 20-jährige Mariella Ahrens in einer ihrer ersten Rollen zu sehen.
- Für die beiden jugendlichen Hauptdarsteller blieb Feriengewitter die (bislang) jeweils einzige größere Filmrolle. Beide gehen heute bürgerlichen Berufen nach.
- Der Film feierte am 24. März 1989 seine TV-Premiere im 1. Programm des Fernsehens der DDR.

## Kritik
Das Lexikon des internationalen Films und Filmdienst schreiben über Feriengewitter: „Gut gemeinter und munter gespielter Kinderfilm fürs DDR-Fernsehen, der jedoch ein wenig an der holprigen Inszenierung leidet und zudem ein idyllisches Bild einer LPG (Landwirtschaftliche Produktionsgenossenschaft) zu entwerfen sucht.“